# تشانغ مينغ تشينغ

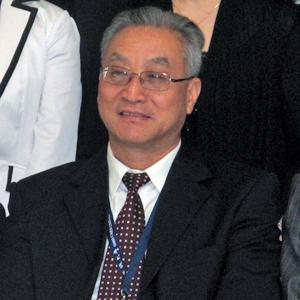
تشانغ مينغ تشينغ

تشانغ مينغ تشينغ Zhang Mingqing ((بالصينية المبسطة: 张铭清; بالصينية التقليدية: 張銘清; البينيين: Zhāng Míngqīng)). اعتبارًا من عام 2008. نائب رئيس جمعية العلاقات عبر مضيق تايوان (ARATS). 
في زيارة لتايوان في أكتوبر 2008. تعرض تشانغ لهجوم من قبل المتظاهرين المؤيدين للاستقلال في تاينان. ووقع شجار تم خلاله دفعه أرضًا. تم تصوير الاعتداء وبثه على التلفزيون التايواني. وأعربت وكالة الأنباء الصينية الرسمية (شينخوا) عن «استيائها الشديد». بدوره أعرب المكتب الرئاسي في تايوان عن أسفه إزاء الحادث. وأدان كلا الجانبين أعمال العنف.